# Верхний Цей
Ве́рхний Це́й (осет. Уæллаг Цъæй) — село в Алагирском районе Республики Северная Осетия-Алания. Входит в состав Цейского сельского поселения. 

## География
Село расположено в центральной части Алагирского района, на левом берегу реки Комдон, чуть выше её впадения в Цеядон. Находится в 1 км к юго-западу от центра сельского поселения Нижний Цей, в 50 км к югу от районного центра Алагир и в 83 км к юго-западу от Владикавказа. 

## Фамилии
В селении Верхний Цей и его отсёлках проживали фамилии ― Абаевы, Айларовы, Басиевы, Бицоевы, Гогаевы, Дзалаевы, Диамбековы, Закаевы, Марзоевы, Сырхаевы, Тотиевы.

## Население
| 2002 | 2010 | 2021 |
| ---- | ---- | ---- |
| 2    | ↗18  | ↘13  |

## Топографические карты
- Лист карты K-38-29 Алагир. Масштаб: 1 : 100 000. Состояние местности на 1984 год. Издание 1988 г.